# 宮前村 (埼玉県)
宮前村（みやまえむら）は埼玉県の中西部、比企郡に属していた村。

## 地理
- 河川：市野川、滑川

## 歴史
- 1889年（明治22年）4月1日 町村制施行により、羽尾村、月輪村、水房村、中尾村、伊古村が合併し比企郡宮前村が成立する。
- 1954年（昭和29年）11月3日 福田村と合併し滑川村を新設する。
- 1984年（昭和59年）11月3日 町制施行し滑川町となる。